# NGC 6455
NGC 6455 is een open sterrenhoop in het sterrenbeeld Schorpioen. Het hemelobject werd op 7 juni 1837 ontdekt door de Britse astronoom John Herschel.